# Verbandsgemeinde Winnweiler
Die Verbandsgemeinde Winnweiler ist eine Gebietskörperschaft im Donnersbergkreis in Rheinland-Pfalz. Der Verbandsgemeinde gehören 13 eigenständige Ortsgemeinden an, der Verwaltungssitz ist in der namensgebenden Ortsgemeinde Winnweiler.

## Verbandsangehörige Gemeinden
| Ortsgemeinde                | Fläche (km²) | Einwohner |
| --------------------------- | ------------ | --------- |
| Börrstadt                   | 15,08        | 941       |
| Breunigweiler               | 3,24         | 452       |
| Falkenstein                 | 7,49         | 192       |
| Gonbach                     | 2,93         | 522       |
| Höringen                    | 10,74        | 638       |
| Imsbach                     | 8,92         | 893       |
| Lohnsfeld                   | 6,91         | 963       |
| Münchweiler an der Alsenz   | 7,09         | 1.210     |
| Schweisweiler               | 4,85         | 346       |
| Sippersfeld                 | 13,23        | 1.092     |
| Steinbach am Donnersberg    | 4,43         | 747       |
| Wartenberg-Rohrbach         | 4,46         | 423       |
| Winnweiler                  | 21,81        | 4.944     |
| Verbandsgemeinde Winnweiler | 111,18       | 13.363    |

(Einwohner am 31. Dezember 2023)

## Bevölkerungsentwicklung
Die Entwicklung der Einwohnerzahl bezogen auf das Gebiet der heutigen Verbandsgemeinde Winnweiler; die Werte von 1871 bis 1987 beruhen auf Volkszählungen:
| Jahr | Einwohner |
| 1815 | 7.492     |
| 1835 | 10.337    |
| 1871 | 10.113    |
| 1905 | 9.524     |
| 1939 | 8.979     |
| 1950 | 9.810     |

| Jahr | Einwohner |
| 1961 | 10.670    |
| 1970 | 10.746    |
| 1987 | 10.908    |
| 1997 | 13.351    |
| 2005 | 13.845    |
| 2023 | 13.363    |

## Verbandsgemeinderat
Der Verbandsgemeinderat Winnweiler besteht aus 28 ehrenamtlichen Ratsmitgliedern, die bei der Kommunalwahl am 9. Juni 2024 in einer personalisierten Verhältniswahl gewählt wurden, und dem hauptamtlichen Bürgermeister als Vorsitzendem.
Die Sitzverteilung im Verbandsgemeinderat:
| Wahl | SPD | CDU | GRÜNE | FDP | FWG | Gesamt   |
| ---- | --- | --- | ----- | --- | --- | -------- |
| 2024 | 6   | 12  | 3     | 2   | 5   | 28 Sitze |
| 2019 | 7   | 9   | 5     | 2   | 5   | 28 Sitze |
| 2014 | 9   | 11  | 3     | 1   | 4   | 28 Sitze |
| 2009 | 9   | 9   | 3     | 3   | 4   | 28 Sitze |
| 2004 | 9   | 10  | 2     | 2   | 5   | 28 Sitze |

## Bürgermeister
Hauptamtlicher Bürgermeister der Verbandsgemeinde Winnweiler ist seit 2007 Rudolf Jacob (CDU). Bei der Direktwahl am 14. Juni 2015 wurde er mit einem Stimmenanteil von 59,87 % für weitere acht Jahre in seinem Amt bestätigt. Bei der Direktwahl am 25. Juni 2023 wurde er mit einem Ergebnis von 65,89 % für eine dritte Amtszeit bestätigt.